# Werner Esser (Pädagoge)

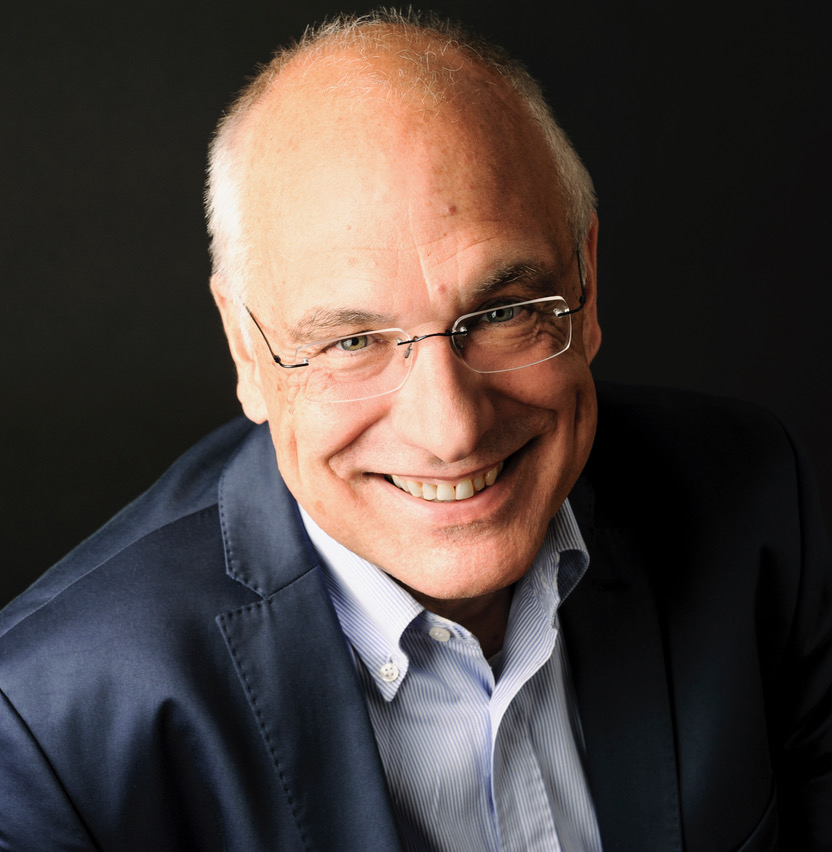
Werner Esser, 2014

Werner Maria Esser (* 4. November 1949 in Aachen) ist ein deutscher Germanist, Reformpädagoge, Schulentwickler und Hochschullehrer. Bekannt wurde Esser als Direktor der Neugründung des Sächsischen Landesgymnasiums für Hochbegabtenförderung St. Afra zu Meißen.

## Leben
1968 legte Esser sein Abitur in Aachen ab und studierte von 1969 bis 1978 Germanistik und Philosophie an der RTWH Aachen und an der Universität Freiburg. Nach Tätigkeit als Assistent in Aachen und Lektor in Liège, arbeitete Esser ab 1981 als Mitarbeiter im Internatsgymnasium Schloss Salem, ab 1985 als Mitglied im Leitungsteam und als Mittel- und Kollegstufenleiter. 1995 wurde Esser Mitglied des (Neu)Gründungsausschusses für das Landesgymnasium St. Afra zu Meißen, 1998 Gründungsleiter und bis 2008 dessen Schulleiter. Seit seiner Arbeit am Landesgymnasium ist Esser eng mit der Karg-Stiftung  verbunden.
Die Universität Leipzig berief ihn 2007 zum Honorarprofessor für Allgemeine Pädagogik mit besonderer Berücksichtigung der Hochbegabtenförderung. Von Sommer 2008 bis Januar 2014 war er Gesamtleiter der Stiftung Louisenlund, Güby.
Seit 2014 arbeitet Esser als selbständiger Coach und Berater in Hamburg, Schleswig-Holstein, Sachsen, Berlin und Thüringen, als Schulentwickler am Joachimsthalsches Gymnasium und für die Nehemiah-Gateway-Stiftung im albanischen Pogradec.
Werner Esser lebt in Dresden und Hamburg.

## Werke (Auswahl)
- Die Physiognomie der Kunstfigur oder Spiegelungen: Formen der Selbstreflexion im modernen Drama. Dissertation. Heidelberg 1980.
- »Pädagogik ad personam« Traditionen der schulischen Begabtenförderung. In: Armin Hackl, Carina Imhof, Olaf Steenbuck, Gabriele Weigand (Hrsg.): Karg Hefte: Beiträge zur Begabtenförderung und Begabungsforschung. Nr. 6. Frankfurt am Main 2014, S. 22–29, urn:nbn:de:0111-pedocs-100302.
- Über die Fürstenschule St. Afra zu Meißen – Kreativität: Etwas Verbotenes? In: – Pädagogische Führung. Zeitschrift für Schulleitung und Schulberatung. Nr. 2. Carl Link Verlag, 2002, ISSN 0939-0413, S. 63 ff.
- Eine Lust zu denken. Begabtenförderung am Landesgymnasium St. Afra zu Meißen …zum Beispiel im Fach Deutsch. In: Christian Fischer (Hrsg.): Curriculum und Didaktik der Begabtenförderung. Begabungen fördern, Lernen individualisieren. Litverlag, Münster 2004, ISBN 978-3-8258-7737-8, S. 250–270.
- Von Vorbildern, Ehrenämtern und ‚Jungen Eliten’. Diesseits und jenseits des Egalitären. Hans Peter Dreitzels Elitebegriff noch einmal gelesen. In: Peter Gutjahr-Löser, Dieter Schulz, Heinz W Wollersheim (Hrsg.): Theodor Litt. Freiheit – Verantwortung – Mitwirkung. 10 Jahre Theodor-Litt-Forschungsstelle an der Erziehungswissenschaftlichen Fakultät der Universität Leipzig. Sonderband 2007. Leipziger Universitätsverlag, Leipzig 2007, ISBN 978-3-86583-215-3.
- Das Prinzip Mentor. Was hat Begabtenförderung mit Reformpädagogik zu tun? In: Thomas Trautmann, Wilfried Manke (Hrsg.): Begabung – Individuum – Gesellschaft: Begabtenförderung als pädagogische und gesellschaftliche Herausforderung. Beltz Juventa Verlag, Weinheim / Basel 2013, ISBN 978-3-7799-2856-0, S. 95–114.
- Werner Esser: Autonomie und Leistung. In: Armin Hackl, Claudia Pauly, Olaf Steenbuck, Gabriele Weigand (Hrsg.): Werte schulischer Begabtenförderung: Begabung und Leistung. Nr. 4, Oktober 2012, ISSN 2191-9992, S. 67–79 (karg-stiftung.de [PDF; 2,6 MB]).